# Friedrich Karl von Erbach-Erbach

Stammwappen derer von Erbach

Friedrich Karl von Erbach-Erbach (auch Frédéric Charles d’Erpac) (* 21. Mai 1680 in Erbach; † 20. Februar 1731 ebenda) war regierender Graf der Grafschaft Erbach und ein deutscher Komponist.

## Leben
Friedrich Karl war der Sohn des Grafen Georg Ludwig von Erbach-Erbach (1643–1693), der mit Amalia Katharina von Waldeck-Eisenberg (1640–1697) vermählt war. In jungen Jahren war er Offizier in niederländischen Diensten, später Major im Erbachischen Regiment und folgte seinem kinderlosen Bruder Philipp Ludwig von Erbach-Erbach (1693–1720) im Jahre 1720 in der Regierung. Nach dem Tod Friedrich Karls 1731 fiel die Herrschaft an seine Vettern Philipp Carl von Erbach-Fürstenau (1677–1736), Georg Wilhelm von Erbach-Erbach (1686–1757) und Georg August von Erbach-Schönberg.
Erbach war ein Freund der Musik und geistlichen Dichtung und ist eng mit Georg Philipp Telemann und dem späteren Frankfurter Bürgermeister Johann Friedrich Armand von Uffenbach befreundet gewesen. Uffenbach schilderte in Briefen ausführlich die häufigen Besuche mit Georg Philipp Telemann in Erbach, wo eifrig musiziert wurde, weil eine leistungsfähige Hofkapelle vorhanden war.
Für einige Konzertaufführungen in Erbach wurden Bläser aus Darmstadt gesendet, wie aus einem Brief an den Landgrafen Ernst Ludwig von 1726 hervorgeht. In einem Briefwechsel mit Uffenbach wird mitgeteilt, dass Erbach seine zwei Dutzend Trios nach Hamburg senden möchte, um sie vor der Drucklegung durch Telemann korrigieren zu lassen.
Telemann hingegen widmete von Hamburg aus Friedrich Karl sein Werk Zweytes Sieben mal Sieben und ein Menuet. 1720 schrieb Telemann sechs Kantaten für den Grafen Friedrich Carl von Erbach (1680–1731) auf dessen eigene Dichtungen.
Telemann reiste auch von Hamburg aus im September des Jahres 1727 für einige Wochen nach Erbach, um dort Friedrich Karl zu besuchen.

## Ehe und Nachkommen
Erbach war seit dem 18. Mai 1711 mit Sophie Eleonore von Limpurg-Speckfeld (1695–1738) verheiratet. Das Paar hatte vier Kinder, von denen zwei in jungen Jahren starben:
- Ernest Louis Vollrath William von Erbach-Erbach (1712–1713)
- Sophie Christine Albertine von Erbach-Erbach (1716–1741) ⚭ Friedrich Ludwig von Löwenstein-Wertheim-Virneburg (* 1706; † 1796)
- Friederike Charlotte Wilhelmine von Erbach-Erbach (1722–1786) ⚭ Johann Ludwig Vollrath of Löwenstein-Wertheim-Virneburg (* 1705; † 1790)
- Wilhelmine Amalie von Erbach-Erbach (1724–1725).

## Werk (Auswahl)
- 12 Divertissements für  2 Alt-Blockflöten und Basso continuo.
- Sechs Duos für zwei Violoncelli (oder Fagotte).